# ちびまる子ちゃん イタリアから来た少年
『ちびまる子ちゃん イタリアから来た少年』（ちびまるこちゃん イタリアからきたしょうねん）は、2015年12月23日に公開された日本のアニメーション映画。配給は東宝。ちびまる子ちゃんの映画化作品の第3作目。アニメ放送25周年を記念して制作され、前作『ちびまる子ちゃん わたしの好きな歌』から23年ぶりの映画化となる。

## 概要
今作は、まる子の住む町にある日、5か国から子供たちが訪れるところから始まり、海外の子供たちとまる子たちの友情を軸に描かれる。また、初めて自分の住んでいる清水市を離れ、京都や大阪へ訪れる様子も描かれる。
ぴあの調査による初日満足度ランキングで第1位となった。

### ゲスト声優
2015年10月19日には、5か国からやってくる子供たちの声を、俳優の中川大志、『永沢君』で主演を務めた劇団ひとり、タレントのローラ、お笑いタレントの渡辺直美、「ちびまる子ちゃん」のエンディングで使用されていた「アララの呪文」で振り付けを担当したパパイヤ鈴木の5人が起用されることが発表された。またこのときに映画のタイトルが『ちびまる子ちゃん イタリアから来た少年』であることも明らかとなる。
2015年11月27日には、オープニングおよび挿入歌を歌う大原櫻子、エンディング曲「おーい!!」を歌うウルフルズのメンバーの1人のトータス松本、挿入歌「キミを忘れないよ」の作曲を担当した亀田誠治が出演することが発表された。
2015年12月2日には、中田カウス・ボタン、笑福亭仁鶴、間寛平の3人が本人役、2006年のドラマ版においてまる子を演じた森迫永依がアンドレアの幼少期を演じることが発表された。また、2006年にまる子の両親を演じた高橋克実、清水ミチコが本作のキーパーソンを演じるほか、フジテレビアナウンサーの軽部真一、笠井信輔、永島優美が本作の随所に出演するという。
なお、おじいちゃん役の島田が映画で初の出演となる。また、まる子役のTARAKOとお姉ちゃん役の水谷が出演した最後の映画でもある。

### スタッフ
監督はテレビシリーズの監督を務める高木淳が、脚本は過去2作同様、原作者のさくらももこがそれぞれ担当。

### 主題歌
さくらのオファーで、オープニングおよび挿入歌を大原櫻子、エンディングをウルフルズが担当。

## あらすじ
花輪家に、世界中から6人の少年少女がやってきた。彼らは、日本の文化をもっと知りたいということで、まる子たちの家にホームステイすることになった。まる子の家には「アンドレア」という少年がホームステイする。初めは嫌々だったまる子や家族も、彼と充実した日々を送っていくが、そんな中、彼には会いたい人がいることを知る。

## キャスト
- さくら家
  - まる子 - TARAKO
  - おじいちゃん - 島田敏
  - お父さん - 屋良有作
  - お母さん - 一龍斎貞友
  - おばあちゃん - 佐々木優子
  - お姉ちゃん - 水谷優子

- 3年4組
  - たまちゃん - 渡辺菜生子
  - 花輪くん - 菊池正美[17]
  - ハマジ - カシワクラツトム[17]
  - 野口さん - 田野めぐみ[17]
  - 丸尾くん - 飛田展男
  - 藤木くん - 中友子
  - 永沢くん - 茶風林
  - 山田くん - 山本圭子
  - みぎわさん - ならはしみき[17]
  - 大野くん - 沼田祐介[17]
  - 杉山くん - 真山亜子[17]
  - 前田さん - 浦和めぐみ
  - とし子ちゃん - 川田妙子
  - ブー太郎 - 永澤菜教
  - 山根くん - 陶山章央[17]
  - 戸川先生 - 掛川裕彦[17]

- その他
  - マーク - 菅沼久義
  - 野口のじいさん - 園部啓一
  - 隣のオヤジ - 田中一成
  - たこ焼き屋のおじさん - 西脇保
  - 若者 - 高塚正也
  - マルコ - 真地勇志
  - ナレーション - キートン山田

ゲスト声優
- アンドレア（イタリアから来た男の子） - 中川大志[9]、森迫永依[18]（幼少）
- シン（インドから来た男の子） - 劇団ひとり[9]
- ネプ（ハワイから来た男の子） - パパイヤ鈴木[9]
- ジュリア（ブラジルから来た女の子） - 渡辺直美[9]
- シンニー（香港から来た女の子） - ローラ[9]
- りょう（緑山良次） - 高橋克実
- チエ - 清水ミチコ
- アンドレアの父 - 亀田誠治[19]
- アンドレアの母 - 大原櫻子[20]
- 大阪のオッサン - トータス松本[19]
- なんば花月の芸人 - 中田カウス・ボタン、笑福亭仁鶴 (3代目)、間寛平（本人役）[18]
- 灯篭流しの係りの人 - 軽部真一
- 上野のお巡りさん - 笠井信輔
- スパゲッティ屋の店員 - 永島優美

## スタッフ
- 製作：石原隆、石川和子、市川南、桜井徹哉、中田安則
- 制作管理：本橋寿一
- 原作・脚本：さくらももこ
- プロデューサー：土屋健、狩野雄太、井上孝史、田中伸明
- キャラクターデザイン：船越英之
- 美術監督：野村可南子
- 音響監督：本田保則
- 音楽：中村暢之
- 総作画監督：西山映一郎
- 作画監督：荒牧園美、あべじゅんこ
- 色彩設計：小森谷初
- 音響効果：松田昭彦、神保直史
- 録音：安藤徳哉
- 編集：貴村純美
- 演出：堂山卓見
- 作画監督補佐：中山智香
- 動画検査：矢地久子、大庭伸、江川陽司、西原沙紀
- 色指定・検査：小森谷初、大野嘉代子
- 美術監督補佐：須藤直美
- 撮影協力：薮田順二
- 3DCG：西山薫子
- 編集助手：宮崎満里奈
- スーパーバイザー：松崎容子
- アシスタントプロデューサー：山本秉碩
- 制作担当：熊谷那美
- 制作デスク：小林克規
- 制作進行：山下裕文、田中里咲、樋田順一、前田薫平
- 管理担当：田中真津美
- 制作協力：さくらプロダクション（多田弘子、井下薫）
- アニメーション制作：日本アニメーション
- 監督：高木淳
- 製作：フジテレビジョン、日本アニメーション、東宝、博報堂DYメディアパートナーズ、読売広告社、FNS27社
- 配給：東宝

## 主題歌
オープニング主題歌「おどるポンポコリン」
作詞 - さくらももこ / 作曲 - 織田哲郎 / 編曲 - 亀田誠治 / 歌 - 大原櫻子 / コーラス - トータス松本
エンディング主題歌「おーい!!」
作詞 - さくらももこ / 作曲 - トータス松本 / 編曲 - ウルフルズ、菅原龍平 / 歌 - ウルフルズ
挿入歌「キミを忘れないよ」
作詞 - さくらももこ / 作曲・編曲 - 亀田誠治 / 歌 - 大原櫻子

## 関連企画

### 映画公開記念スペシャル
フジテレビでは、2015年12月12日9:55 - 10:45に本作のゲスト声優が『ちびまる子ちゃん』ゆかりの地を訪問する番組『たびまる子ちゃん』を放送。当初は関東ローカルであったが、のちに全国でも放送されることが発表された。同番組には、作者の小学校時代からの友人である山田佳代子（かよちゃんのモデルとなった女性）もゲストとして出演した。
12月27日には『ちびまる子ちゃん〜ありがとう!アニメ25周年＆映画公開記念さくらももこ原作1時間SP〜 』を放送。原作作品のうちの2話をリメイク放送したほか、本作に登場するキャラクターがゲスト出演した。

### 漫画版
『りぼん』2015年10月号から2016年1月号まで、本作の描き下ろしとなる漫画版が短期集中連載された。『りぼん』での連載は2014年5月号以来（MANTANWEBの記事では2013年12月以来とされる）およそ1年半ぶりとなる。なお、さくらももこが直接手掛けた『ちびまる子ちゃん』の漫画は、本作が最後となった（本作以後の不定期掲載分は、さくらのアシスタントが作画を担当）。
2015年12月25日、挿入歌の題名を付けた『ちびまる子ちゃん キミを忘れないよ』のタイトルで単行本として発売された。

### 小説版
2015年12月4日、集英社みらい文庫から小説版が発売された。

### 企業・CMとのコラボレーション
はなまるうどん
うどんチェーン店はなまるうどんでの応援フェア「ちびまる子ちゃん×はなまるうどん」が「まる」つながりで企画され、2015年11月15日より2か月間実施された。テレビCMの放映や、ポスターなどに本作のキャラクターが登場するなど、様々な企画が行われる。
ロッテリア
全国のロッテリアにて2015年11月23日より、本作とのコラボレーション商品を発売。
築地銀だこ
全国の築地銀だこ店舗で12月1日より「ちびまる子ちゃん だんらんパック」を発売。
東京靴流通センター
全国587店の東京靴流通センター店頭に、まる子の等身大POPを設置。
ジョルダン
ジョルダン配信のスマートフォンアプリ『乗換案内』に本作のキャラクターが登場。
静岡ぽっぽ
伊豆・村の駅で販売している静岡銘菓の「静岡ぽっぽ」と本作がタイアップしたテレビCMが静岡県限定で放送。
カフェコムサ
日本アニメーションとカフェコムサ渋谷店のタイアップにより、『ちびまる子ちゃん』のキャラクターをイメージしたタルトを販売。
スイーツパラダイス
スイーツパラダイスの一部店舗などで、本作とのコラボ商品を販売。
フィギュアスケート
「第84回全日本フィギュアスケート選手権2015」とのコラボレーションにより、12月28日に放送予定の「オールジャパン メダリスト・オン・アイス2015」にまる子が登場。

## 映像ソフト化
2016年8月17日にポニーキャニオンからBDとDVDでリリース。

## テレビ放送
| 回数 | テレビ局   | 番組名（放送枠名） | 放送日        | 放送時間      | 放送分数 | 視聴率 | 備考 |
| ---- | ---------- | ------------------ | ------------- | ------------- | -------- | ------ | --- |
| 1    | フジテレビ | 土曜プレミアム     | 2018年9月15日 | 21:00 - 23:10 | 130分    | 8.8%   | さくらももこの追悼特別番組として急遽ノーカットで地上波初放送 。 本編が95分という短さもあり、本編終了後にテレビアニメのエピソード「みんなでフランス料理を食べに行くの巻」を放送。 |

- 視聴率はビデオリサーチ調べ、関東地区・世帯・リアルタイム。